# Copa espanyola d'hoquei sobre patins femenina 2009
La quarta edició de la Copa espanyola d'hoquei patins femenina (en el moment anomenada Copa de la Reina) prengué part al Pavelló Visiola Rollán de la ciutat asturiana de Mieres el 7 i 8 de març de 2009. El sorteig per definir els encreuaments es va dur a terme a les 20:30h del divendres 6 de març a la sala de plens de l'Ajuntament de Mieres.

## Clubs participants
Els equips participants en la competició són assignats per la Reial Federació Espanyola de Patinatge seguint el criteri d'agrupar el vigent campió de la Copa, la Lliga principatina i la Lliga gallega, així com els quatre millors equips de la primera ronda de la nova lliga espanyola. Per acabar, enguany s'hi ha afegit l'equip amfitrió, el Mieres CP.
- Güell Voltregà[2]
- Vilanova L'Ull Blau[3]
- Vigo Stick M2009[4]
- Universidad Campus Mieres[5]
- Órdenes-Oviga[6]
- Alcorcón Cat's Best[6]
- Biesca Gijón HC[6]
- Bionet Vicsan Rivas[6]

## Competició

### Quadre de competició
|  | Quarts de final     | Quarts de final     |                     |    | Semifinals          | Semifinals          |  |  | Final | Final |
|  |                     |                     |                     |    |                     |                     |  |  |       |       |
|  | 7 de març 9:00 CET  |                     |                     |    |                     |                     |  |  |       |       |
|  |                     |                     |                     |    |                     |                     |  |  |       |       |
|  | Vilanova L'Ull Blau | 5                   |                     |    |                     |                     |  |  |       |       |
|  | Vilanova L'Ull Blau | 5                   | 7 de març 19:30 CET |    |                     |                     |  |  |       |       |
|  | Güell Voltregà      | 4                   |                     |    |                     |                     |  |  |       |       |
|  | Güell Voltregà      | 4                   | Vilanova L'Ull Blau | 4  |                     |                     |  |  |       |       |
|  | 7 de març 10:15 CET |                     | Vilanova L'Ull Blau | 4  |                     |                     |  |  |       |       |
|  |                     | Bionet Vicsan Rivas | 2                   |    |                     |                     |  |  |       |       |
|  | Bionet Vicsan Rivas | Bionet Vicsan Rivas | 2                   | 5  |                     |                     |  |  |       |       |
|  | Bionet Vicsan Rivas |                     | 8 de març 13:00 CET | 5  |                     |                     |  |  |       |       |
|  | Órdenes-Oviga       | 2                   |                     |    |                     |                     |  |  |       |       |
|  | Órdenes-Oviga       | 2                   | Vilanova L'Ull Blau | 10 |                     |                     |  |  |       |       |
|  | 7 de març 11:30 CET |                     | Vilanova L'Ull Blau | 10 |                     |                     |  |  |       |       |
|  |                     | Alcorcón Cat's Best | 1                   |    |                     |                     |  |  |       |       |
|  | Alcorcón Cat's Best | Alcorcón Cat's Best | 1                   | 3  |                     |                     |  |  |       |       |
|  | Alcorcón Cat's Best | 7 de març 20:45 CET |                     | 3  |                     |                     |  |  |       |       |
|  | Vigo Stick M2009    | 0                   |                     |    |                     |                     |  |  |       |       |
|  | Vigo Stick M2009    | 0                   | Alcorcón Cat's Best | 4  |                     |                     |  |  |       |       |
|  | 7 de març 12:45 CET |                     | Alcorcón Cat's Best | 4  |                     |                     |  |  |       |       |
|  |                     | Biesca Gijón HC     | 3                   |    | Tercer i quart lloc | Tercer i quart lloc |  |  |       |       |
|  | Biesca Gijón HC     | Biesca Gijón HC     | 3                   | 7  | Tercer i quart lloc | Tercer i quart lloc |  |  |       |       |
|  | Biesca Gijón HC     |                     | 8 de març 11:30 CET | 7  |                     |                     |  |  |       |       |
|  | CP Mieres           | 1                   |                     |    |                     |                     |  |  |       |       |
|  | CP Mieres           | 1                   | Bionet Vicsan Rivas | 0  |                     |                     |  |  |       |       |
|  |                     |                     |                     |    |                     |                     |  |  |       |       |
|  | Biesca Gijón HC     | 3                   |                     |    |                     |                     |  |  |       |       |
|  | Biesca Gijón HC     | 3                   |                     |    |                     |                     |  |  |       |       |

### Quarts de final
| 7 de març de 2009           | CP Vilanova L'Ull Blau                         | 5-4     | CP Voltregà                                        | Mieres                                                 |  |
| 09:00 CET Quarts de final 1 | Miret 3', 17', 25', 47' (g.o.) · Sarmiento 38' | Notícia | Dorca 6' · Giudici 13' · Barceló 19' · Mompart 24' | Pavelló Visiola Rollán Àrbitres: Fernández i Garmendia |  |

| 7 de març de 2009           | Bionet Vicsan Rivas                                          | 5-2     | AC Ordenes                  | Mieres                                             |  |
| 10:15 CET Quarts de final 2 | Del Moral 13' · León 18' · Carvajal 19' · Fernández 26', 39' | Notícia | Sanjurjo 16' · Martínez 37' | Pavelló Visiola Rollán Àrbitres: Castells i Dapena |  |

| 7 de març de 2009           | CP Alcorcón Cat's Best       | 3-0     | Vigo Stick M2009 | Mieres                                            |  |
| 11:30 CET Quarts de final 3 | García 4' · Escobar 12', 18' | Notícia |                  | Pavelló Visiola Rollán Àrbitres: Garmendia i Díaz |  |

| 7 de març de 2009           | Biesca Gijón HC                                         | 3-0     | Mieres CP | Mieres                                            |  |
| 12:45 CET Quarts de final 4 | Lee 8', 38' · Agudo 9', 12' · Sara 15' · Soler 32', 33' | Notícia | Braña 31' | Pavelló Visiola Rollán Àrbitres: Garmendia i Díaz |  |

### Cinquè i vuitè lloc
| 7 de març de 2009              | CP Voltregà                                                     | 7-1     | AC Ordenes | Mieres                                         |  |
| 17:00 CET Cinquè i vuit lloc 1 | Ferrón 1' · Giudici 12', 17', 39' · Romero 23', 37' · Dorca 33' | Notícia | Vanesa 15' | Pavelló Visiola Rollán Àrbitres: Dapena i Díaz |  |

| 7 de març de 2009               | Vigo Stick M2009 | 0-2     | Mieres CP         | Mieres                                                |  |
| 18:15 CET Cinquè i vuitè lloc 2 |                  | Notícia | Gutiérrez 16', ?' | Pavelló Visiola Rollán Àrbitres: Castells i Garmendia |  |

### Setè i vuitè lloc
| 8 de març de 2009 9:00 |     |                  |                                  |
| Órdenes-Oviga          | 3-2 | Vigo Stick M2009 | Pavelló Visiola Rollán Àrbitres: |
| Sanjurjo (1)           |     |                  | Pavelló Visiola Rollán Àrbitres: |

### Cinquè i sisè lloc
| 8 de març de 2009 10:15            |     |                           |                                  |
| Güell Voltregà                     | 6-1 | Universidad Campus Mieres | Pavelló Visiola Rollán Àrbitres: |
| Giudici (3) Mompart (2) Romero (1) |     |                           | Pavelló Visiola Rollán Àrbitres: |

### Semifinals
| 7 de març de 2009     | CP Vilanova L'Ull Blau                           | 4-2     | Bionet Vicsan Rivas | Mieres                                         |  |
| 19:30 CET Semifinal 1 | L. Corrales 3' · Miret 6' · N. Corrales 25', 26' | Notícia | Rosa 7', 11'        | Pavelló Visiola Rollán Àrbitres: Dapena i Díaz |  |

| 7 de març de 2009     | CP Alcorcón Cat's Best                           | 4-3     | Biesca Gijón HC            | Mieres                                         |  |
| 20:45 CET Semifinal 2 | Irene 8' · Marina 9' · Carolina 28' · Currey 29' | Notícia | Lee 12', 38' · Bárbara 26' | Pavelló Visiola Rollán Àrbitres: Dapena i Díaz |  |

### Tercer i quart lloc
| 8 de març de 2009             | Bionet Vicsan Rivas | 0-3     | Biesca Gijón HC         | Mieres                                         |  |
| 11:30 CET Tercer i quart lloc |                     | Notícia | Soler 8' · Lee 22', 23' | Pavelló Visiola Rollán Àrbitres: Pernas i Díaz |  |

## Final
| Vilanova L'Ull Blau                                                                     | 10‐1    | Alcorcón Cat's Best |
| --------------------------------------------------------------------------------------- | ------- | ------------------- |
| L. Corrales 1', 6', 8', 9' · Sarmiento 12', 29', 39' · N. Corrales 17', 35' · Miret 36' | Informe | Marina 4'           |

| Vilanova L'Ull Blau | Alcorcón Cat's Best |

| #               | Pos. | Nom              |           |
| --------------- | ---- | ---------------- | --------- |
| 1               | POR  | Cate Ortega      |           |
| 2               |      | Natalia Corrales | Amonestat |
| 4               |      | Leticia Corrales |           |
| 5               |      | Maria Figuerola  |           |
| 7               |      | Clàudia Miret    |           |
| 8               |      | Regina Flix      |           |
| 9               |      | Pía Sarmiento    |           |
| 12              |      | Esther de Tena   |           |
| 13              |      | Anna de Tena     |           |
| 10              | POR  | Sara Aguilar     |           |
| Entrenador      |      |                  |           |
| David Torruella |      |                  |           |

| Campió de la Copa de la Reina 2009 |
| ---------------------------------- |
| Vilanova L'Ull Blau Primer títol   |
| MVP                                |
| Pía Sarmiento                      |

| #          | Pos. | Nom              |           |
| ---------- | ---- | ---------------- | --------- |
|            | POR  | Irene            | Amonestat |
|            |      | Claire Currey    | Amonestat |
|            |      | Marina Rodriguez |           |
|            |      | Celsa López      |           |
|            |      | Carolina Escobar |           |
|            |      | Rabadán          |           |
|            |      | Miriam           | Amonestat |
|            |      | Rubio            |           |
|            |      | Pelayo           |           |
|            |      | Elena            | Amonestat |
| Entrenador |      |                  |           |
|            |      |                  |           |

## Estadístiques
| Nota. Jugadores amb quatre o més gols |

| Classificació final | Classificació final    | Classificació final | Classificació final | Classificació final | Classificació final | Classificació final | Classificació final |
| Pos.                | Club                   | PJ                  | PG                  | PP                  | GF                  | GC                  | Gav                 |
| ------------------- | ---------------------- | ------------------- | ------------------- | ------------------- | ------------------- | ------------------- | ------------------- |
| 1                   | CP Vilanova L'Ull Blau | 3                   | 3                   | 0                   | 22                  | 7                   | +15                 |
| 2                   | CP Alcorcón Cat's Best | 3                   | 2                   | 1                   | 8                   | 13                  | -5                  |
| 3                   | Biesca Gijón HC        | 3                   | 2                   | 1                   | 13                  | 5                   | +8                  |
| 4                   | Bionet Vicsan Rivas    | 3                   | 1                   | 2                   | 7                   | 9                   | -2                  |
| 5                   | CP Voltregà            | 3                   | 2                   | 1                   | 17                  | 7                   | +10                 |
| 6                   | Mieres CP              | 3                   | 1                   | 2                   | 4                   | 13                  | -9                  |
| 7                   | AC Órdenes             | 3                   | 1                   | 2                   | 6                   | 14                  | -8                  |
| 8                   | Vigo Stick M2009       | 3                   | 0                   | 3                   | 2                   | 8                   | -6                  |

| Màxima golejadora | Màxima golejadora | Màxima golejadora | Màxima golejadora | Màxima golejadora |
| #                 | Nom               | G                 | PJ                | GPP               |
| ----------------- | ----------------- | ----------------- | ----------------- | ----------------- |
| 1                 | Carla Giudici     | 7                 | 3                 | 2.33              |
| 2                 | Clàudia Miret     | 6                 | 3                 | 2.00              |
| 2                 | Natasha Lee       | 6                 | 3                 | 2.00              |
| 4                 | Letícia Corrales  | 5                 | 3                 | 1.67              |
| 5                 | Pía Sarmiento     | 4                 | 3                 | 1.33              |
| 5                 | Natalia Corrales  | 4                 | 3                 | 1.33              |